# Susan Hale
Susan Hale (5 de diciembre de 1833 – 17 de septiembre de 1910) fue una autora, viajera y artista americana. Hale fue una escritora muy prolífica, publicando muchos libros durante su carrera y post mortem. También se dedicó apasionadamente al arte de la pintura con acuarelas, la cual estudió bajo la tutela de maestros ingleses, franceses y alemanes. Hale viajó profusamente, donde escribió numerosos textos sobre sus viajes, pintó cuadros de los lugares y visitó las galerías de arte del mundo. Se asoció a su hermano, el Reverendo Edward Everett Hale, para la publicación de la serie de libros de viajes, The Family Flight, que incluían los diferentes países que Hale había visitado. También exhibió sus cuadros de las Montañas Blancas en New Hampshire, de paisajes de Carolina del Norte y de escenas extranjeras, en la ciudad de Nueva York y Boston.  Editó Life and Letters of Thomas Gold Appleton (1885), y contribuyó en periódicos con numerosos artículos. 

## Infancia y educación
Susan Hale nació en Boston, Massachusetts, hija de Nathan Hale y Sarah Preston Everett, quienes tuvieron siete hijos en total. El padre de Susan, Nathan Hale, sobrino y homónimo del héroe patriota, era abogado y editor/propietario del Boston Daily Advertiser. Su madre también era autora, traductora y ayudaba en la edición de periódicos. Su madre era hermana de Edward Everett, un ministro unitario y político. Hale era la menor de los siete hermanos y durante su crecimiento fue principalmente compañera de su hermana mayor Lucretia,quien también fue escritora y artista.
Recibió educación privada con tutores particulares hasta los 16 años,y luego ingresó en la escuela de George Barrell Emerson. Altamente influenciada por los intereses artísticos de su familia, también aprendió a dibujar y pintar desde temprana edad independientemente sin profesores particulares.

## Carrera Profesional
Susan Hale no siguió los estándares femeninos tradicionales de su tiempo, ya que ni se casó ni se dedicó íntegramente a las labores domésticas. En cambio, Hale dedicó su vida a viajar y a tareas intelectuales como la literatura, el teatro y la pintura, entre otras. Siguiendo sus intereses y pasiones, fue profesora, actriz amateur, artista de acuarelas y autora de muchas obras literarias como por ejemplo monólogos, textos de ficción o literatura de viajes.
Durante muchos años, Susan Hale fue una maestra exitosa en Boston. Comenzó en esta profesión cuando su padre se enfermó y, como resultado, su familia necesitaba ingresos adicionales. En 1860, se mudó a Brookline con su familia. Su padre murió allí en 1862 y su madre en 1865. Cuando la situación familiar se disolvió en 1867, Susan y su hermana Lucrecia viajaron al extranjero para quedarse con su hermano Charles, quien era cónsul general de los Estados Unidos en Egipto. Al regresar del extranjero, Susan alquiló habitaciones en el 91 de Boylston Street en Boston y continuó con la enseñanza.
En 1872, decidió que deseaba conseguir la mejor formación posible en acuarelas. así que se fue al extranjero de  nuevo y estudió arte en París, Francia y en Weimar, Alemania, alrededor de un año. Cuando regresó en 1873, empezó a dar clases de acuarelas. Hale vivió y mantuvo un estudio en el Art Club, en el 64 de Boylston Street. Más tarde, comenzó a organizar encuentros en los que leía o hablaba a la gente.

### Viaje a España
No queriendo abandonar su amor por viajar, visitó España en 1882, donde se encontró un complejo panorama artístico: El Romanticismo daba paso al Realismo y al Costumbrismo (un estilo predominantemente español que se centraba en costumbres y maneras). Allí, Hale escribió A Family Flight Through Spain en 1883, un libro de viajes que relata los viajes de la familia por España. Hale narra probablemente desde su experiencia personal en el país, describiendo diversos lugares en España, sus percepciones culturales sobre las normal sociales y la vida diaria de la época. Hale viaja acompañada de su hermano Edward, la hija de este, Ellen Day Hale y Mary Marquand, una amiga de la familia. Gracias al estado avanzado de la línea ferroviaria, la cual conectaba las principales ciudades del país, el grupo pudo desplazarse rápidamente. 
El “viaje a España” es un tema recurrente en la literatura del siglo XIX, y a pesar de que el Romanticismo ya había dado paso al Costumbrismo y el Realismo, la forma en la que Hale escribe sobre España es claramente Romántica. La autora buscaba reflejar en su narración lo pintoresco, lo antiguo y lo mítico, y España, tal y como habían afirmado los viajeros Románticos, era el mejor lugar de Europa para encontrar todo esto. La actitud de Hale y sus acompañantes es curiosa y buscan integrarse: quieren aprender el idioma y comunicarse directamente con los españoles, comer la comida típica y descubrir el país por sí mismos, sin dejarse influenciar por tópicos o impresiones de otras personas sobre España.
El resultado de este viaje será su obra A Family Flight Through Spain, libro en el cual, con tono amable y respetuoso Hale representa a los españoles como iguales (o similares) y no como un pueblo inferior. A pesar de esto, Hale sí que cae en ciertas concepciones y expresiones colonialistas a través de otros tópicos como el de España siendo “the land of romance and sunshine” (la tierra del romance y el sol). Estas impresiones colonialistas también se ven reflejadas en sus descripciones de los trajes regionales, los románticos paisajes y su percepción de España como anclada en el pasado, frente al progreso y futuro representado en las potencias anglosajonas.

### De vuelta en EE.UU.
En 1885, empezó a cuidar la casa de verano de su hermano Edward, en Matunuck, Rhode Island, a la cual llamó hogar hasta su muerte en 1910. Su hermano y la esposa de este se habían marchado al extranjero a cuidar a su hija enferma. Susan eventualmente trasladó todas sus pertenencias a Matunuck, y comenzó a pasar tiempo allí de forma regular durante los veranos. En los inviernos, viajaba. Años atrás, había pasado inviernos trabajando en Boston y viajando en verano, a veces acompañada de célebres amigos como Thomas Gold Appleton y Frederic Edwin Church. Hale continuó visitando Boston entre viajes al extranjero y sus estancias en Matunuck.  Sus acuarelas consistían mayoritariamente en paisajes hechos durante sus viajes; también describió sus viajes con vívidos detalles en las cartas que enviaba a su hermana, Lucretia.
Hale murió en su casa de verano en Matunuck, en 1910.

## Obras
- A Family Flight through France, Germany, Norway and Switzerland. 1881 (con Edward Everett Hale)
- A Family Flight over Egypt and Syria. 1882 (con Edward Everett Hale)
- A Family Flight through Spain. 1883
- Self-Instructive Lessons in Painting with Oil and Water-Colors on Silk, Satin, Velvet, and Other Fabrics Including Lustra Painting and the Use of Other Mediums. 1885
- Men and Manners of the Eighteenth Century. 1898
- Addison and Gay. 1898
- Young Americans in Spain. 1899
- Letters of Susan Hale. 1919
- Nonsense Book; A Collection of Limericks. 1919
- Inklings for Thinklings. 1919